# Willi Sanner
Willi Sanner (* 10. November 1925 in Köln; † 29. Juni 1987) war ein deutscher Jazzsaxophonist.

## Leben
Sanner wirkte ab 1946 mit der Band von Joe Wick, dann in der Combo von Fred Bunge. Später arbeitete er mit Hans Koller, Rudi Sehring und Attila Zoller (1955/56). Weiter ging er mit Lee Konitz, Don Menza und Lars Gullin auf Tournee. Ab 1958 arbeitete er in Köln als Studiomusiker.
Der Schlagzeuger Karl Sanner war sein Bruder.